# Salon Meblowy Stolarzy Swarzędzkich
Salon Meblowy Stolarzy Swarzędzkich – pawilon ekspozycyjno-handlowy Cechu Stolarzy Swarzędzkich.
Swarzędz jest miastem o długich i bogatych tradycjach meblarskich. Szczególnie dynamiczny rozwój branży nastąpił na początku XX wieku i w latach 20. tego samego stulecia. Koniunkturę przerwał wielki kryzys, ale sytuacja zaczęła się poprawiać począwszy od 1933, a w 1934 zorganizowano w Swarzędzu I Targi Meblowe, które okazały się dużym sukcesem i stały się wydarzeniem cyklicznym. Na potrzeby targowe wzniesiono w 1936 specjalny pawilon ekspozycyjny o powierzchni 840 m² według projektu Edmunda Szafrańskiego, reprezentujący tendencje modernistyczne. Obiekt nosił nazwę Rzemieślniczego Pawilonu Meblowego.
Obecnie budynek to Salon Meblowy Stolarzy Swarzędzkich, stanowiący siedzibę Cechu Stolarzy Swarzędzkich, zrzeszającego 75 osób (2019). W środku znajduje się stała ekspozycja mebli wyprodukowanych przez stolarzy ze Swarzędza. Szczególnie cenna jest więźba dachowa pawilonu.